# لورينز كيلنر
لورينز كيلنر (بالألمانية: Lorenz Kellner)‏ هو تربوي ومدرس ألماني، ولد في 29 يناير 1811 في هايلباد هايليغنشتات في ألمانيا، وتوفي في 18 أغسطس 1892 في ترير في ألمانيا.